# Vassalletto

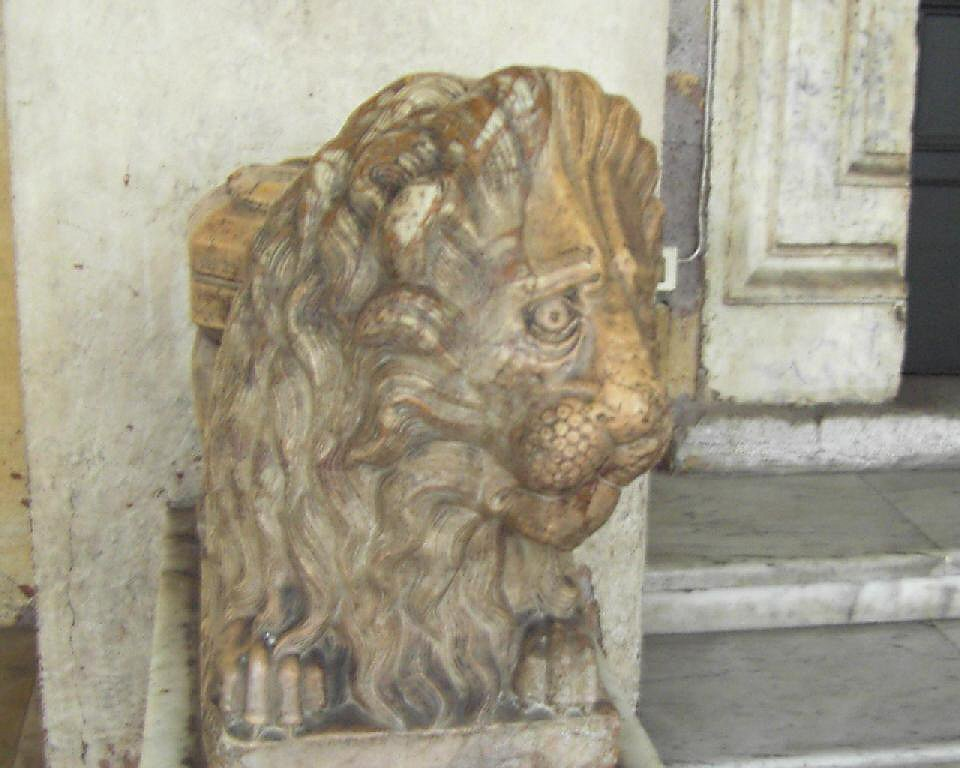
Il leone di Vassalletto ai Santi Apostoli

I Vassalletto erano una famiglia di costruttori e marmorari romani attiva dalla seconda metà del XII secolo fino alla fine del XIII; fu questo il periodo di massima fioritura dell'arte cosmatesca anche per merito loro.

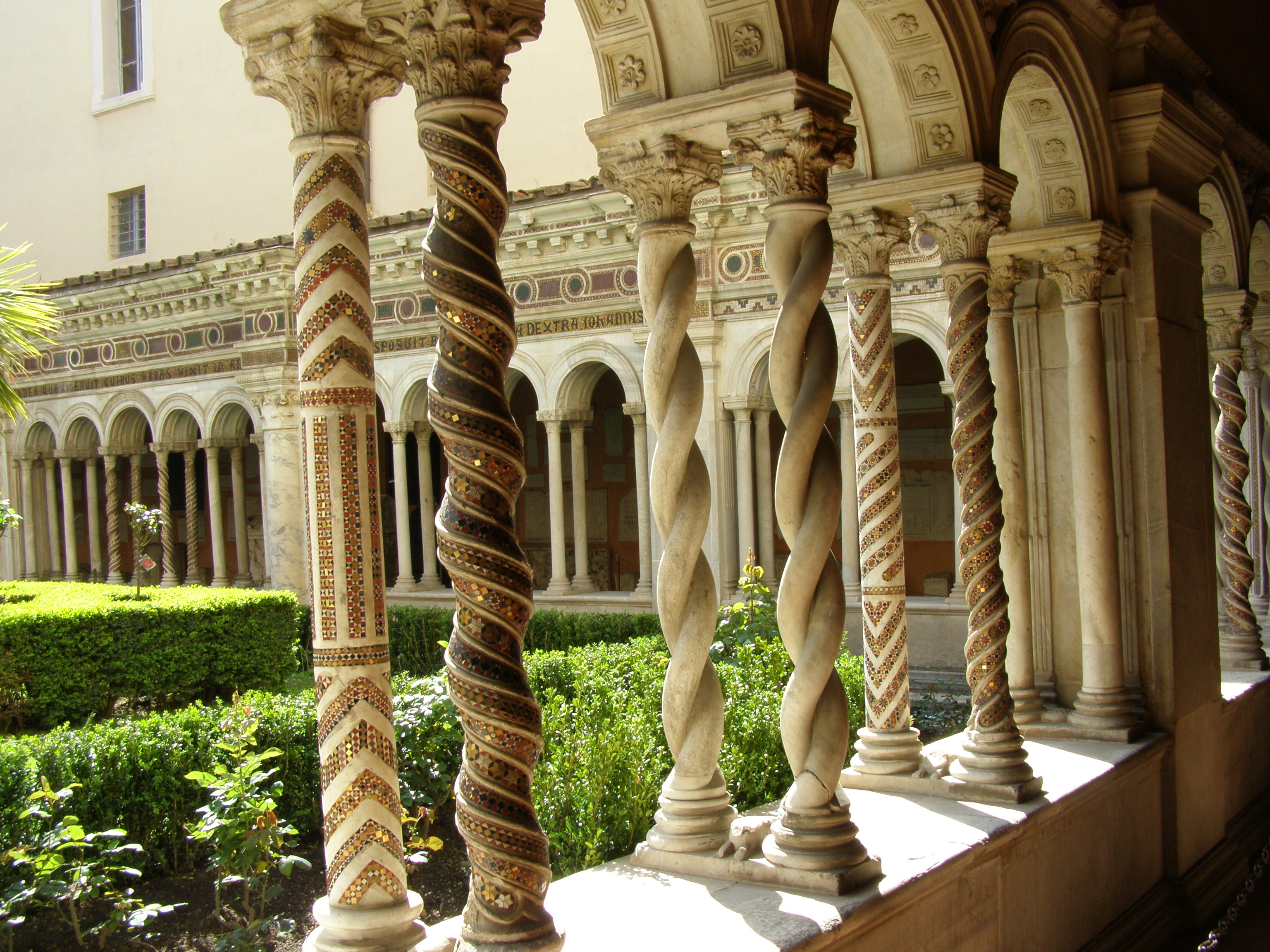
Il chiostro di San Paolo fuori le mura

I Vassalletto infatti dividono con la famiglia dei Cosmati il primato di celebrità e di attività tra questi magistri romani che si dedicarono alla decorazione architettonica, corredando chiese e basiliche di porticati esterni e chiostri della suppellettile liturgica (cibori, altari, candelabri, recinti, amboni e cattedre) e di pavimenti riccamente intarsiati.
Il loro capostipite fu Basiletto che firmò il leone della Basilica dei Santi XII Apostoli. Pietro Vassalletto, probabilmente suo figlio, e attivo fra il 1154 e il 1186, scolpì in collaborazione con Niccolò d'Angelo il Candelabro Pasquale di San Paolo fuori le mura, l'unica sua opera interamente scolpita, firmato "Ego Niconaus de Angilo cum Petro Bassaletto hoc opus co(m)plevi". Anche il lato nord del chiostro della basilica di S. Paolo è attribuito alla famiglia Vassalletto. Sempre a Pietro sono state attribuite la schola cantorum della chiesa di San Saba e la parte antica col nartece di San Lorenzo fuori le mura.
Per la stessa basilica costruì anche il chiostro, meno celebrato di quello in San Giovanni in Laterano, considerato capolavoro dell'arte cosmatesca, cui attese dal 1220 al 1230, e che il figlio Iacopo, Vassalletto II, ultimò tra il 1232 e il 1236.
A Vassalletto II è ascrivibile la bellissima cattedra e il candelabro per il cero pasquale del Duomo di Anagni.
Quarto della dinastia è Nicola Vassalletto, attivo fra il 1215 e il 1262, che lavorò con Pietro de Maria per l'Abbazia di Sassovivo intorno al 1233.
Lo stile classico dei Vassalletto è caratterizzato da una perfetta compenetrazione di struttura e ornato, che raggiunge la massima armonia nel chiostro di San Giovanni e nella Cattedrale di Anagni (dove realizzò il candelabro tortile, la cattedrale episcopale e il ciborio), dalla grande maestria nell'intaglio e dalla sapienza compositiva specie nell'usare con tale funzione il colore.